# Йоганн Крістіан Мікан
Йоганн Крістіан Мікан (нім. Johann Christian Mikan; 1769—1844) — австрійський (богемський) ботанік і ентомолог.

## Життєпис
Народився 5 грудня 1769 року в місті Теплиц в Австрії (нині — Тепліце, Чехія) в сім'ї ботаніка Йозефа Ґотфріда Мікана (1743—1814). Навчався медицині в Празькому університеті, в 1793 році став доктором медицини. Кілька років Мікан працював лікарем, потім став вивчати ботаніку і ентомологію. У 1796 році він був призначений професором ботаніки Празького університету, в 1800 році став професором загальної біології.
У 1811 році Мікан здійснив поїздку в Іспанію, на Мальту і Балеарські острови. З 1817 по 1819 брав участь в австрійській експедиції до Бразилії разом з мінералогом Й. Е. Полєм, зоологом Й. Наттерером, ботаніком Г. В. Шоттом і художником Т. Ендером. Велика частина привезених ним зразків зберігається у Віденському музеї природознавства.